# Víkar
 Ikke at forveksle med Vikar.
Víkar er en fraflyttet bygd på Færøerne, der ligger på den nordlige del af øen Vágar.
Jorden tilhørte bygden Gásadalur 15 kilometer længere sydpå, som der fortsat går en sti til.Selv om både landskabet og jorden var velegnet til landbrug, var bygden så isoleret fra omverdenen, at den blev affolket allerede i 1910. Den deler derfor skæbne med Slættanes, som blev grundlagt i samme periode. De tilbageværende huse er i privat eje, og bruges som fritidsboliger.
Ved indføringen af det kommunale selvstyre på Færøerne i 1872 blev Víkar en del af Vága prestagjalds kommuna. Stedet var fraflyttet da Bøur blev udskilt som egen kommune i 1915 og indlemmet i Sørvágur i 2005.

## Historie
Víkar blev grundlagt som en niðursetubygd i 1833) grundet pladsmangel for den voksende befolkning.
I 1855 var indbyggertallet på sit højeste, hvor 16 personer boede i de tre huse. Husene var almindelige færøske træhuse med græstørvtage, og der hvor vindretningen var værst, byggede de en kampestensmur. Disse tre huse lå på en, flad slette, og hvert hus havde sin egen indmark, som der stadigvæk er tydelige spor af. Omkring hver indmark byggede de stenmure i en sådan højde, at fårene ikke kunne springe over. Jordbunden på Víkar er god, så der var nemt at nydyrke.
De levede af landbrug, fuglefangst og fiskeri. De tilvirkede og solgte uldtrøjer. Kornet voksede godt, men de tærskede dog ikke meget korn, da stedet er meget udsat for vind; vindstødene gjorde tit stor skade på kartoffelmarkerne.
Tørveforholdene var gode. Man kan stadig se, at tørveområderne lå både øst og vest for bygden, lidt højere oppe end husene. Der skulle graves meget, før de nåede ned til tørven. Hvert hus har haft tørvegemme i udmarken, og mindst et har haft tørvehus. De byggede også to bådehuse, og det tredje bådehus blev brugt til mindre både. De lavede også en lang række af træstokke til at trække både opad.
Der er en brændingsplads, men det er svært at sætte en båd i vandet, og det var en tung opgave at trække båden op igen. Men bygden lå godt i forhold til bådfiskeri, og mændene i de første to generationer var flittige fiskere. De solgte fisk. Tredjegenerationen drev ikke meget hjemmefiskeri; de tog til søs.
Levevilkårene i Víkar var ikke gode, så denne lille bygd fik kun kort levetid. Befolkningen blev langsomt, men sikkert, mindre, og i 1910 var der kun tre mænd tilbage af den tredje generation. Inden året var omme, flyttede også de væk, og bygden blev affolket.

## Turisme
Den brede slette omgivet af de høje bjerge er storslået at se. Der er udsigtn mod nord ud over havet, og mod øst kan man se klipperne ved Miðvágur mod nord, og i det fjerne kan man se Streymoy.